# سلتیا مونتس
سلتیا مونتس (اسپانیایی: Zeltia Montes‎؛ زادهٔ ۲۲ مارس ۱۹۷۹) آهنگساز و موسیقی‌دان اهل اسپانیا است. وی دانش‌آموختهٔ کالج موسیقی برکلی در بوستون است و تاکنون برندهٔ جوایز گوناگونی چون «جایزه گویا برای بهترین موسیقی متن» شده است.
از فیلم‌هایی که وی در آن‌ها نقش داشته است، می‌توان به خدا نگهدار و رئیس خوب اشاره نمود.